# Gombaholyvaformák
A gombaholyvaformák (Oxyporinae) a rovarok (Insecta) osztályában  a holyvafélék (Staphylinidae) családjának kis fajszámú alcsaládja. Mindössze egy nem (Oxyporus) tartozik ezen alcsaládba, mintegy 80 leírt fajjal.

## Rendszerezés
Közép-Európában a következő nemek képviselői fordulnak elő:
Oxyporus (Samouelle, 1819)

## Magyarországon előforduló fajok
- Feketesárga gombaholyva (Oxyporus maxillosus) (Fabricius, 1792)
- Feketevörös gombaholyva (Oxyporus rufus) (Linnaeus, 1758)

## Fordítás
- Ez a szócikk részben vagy egészben  az   Oxyporinae című orosz Wikipédia-szócikk fordításán alapul.  Az eredeti cikk szerkesztőit annak laptörténete sorolja fel. Ez a jelzés csupán a megfogalmazás eredetét és a szerzői jogokat jelzi, nem szolgál a cikkben szereplő információk forrásmegjelöléseként.